# Johann Anton von Kuefstein
Johann Anton von Kuefstein (* 12. Juni 1688; † 4. Juni 1745 gefallen bei Hohenfriedberg) war kaiserlicher Generalfeldwachtmeister. Er war der Stifter einer Nebenlinie der Greilenstein’schen Linie.

## Leben
Seine Eltern waren der Graf Johann Georg von Kuefstein (* 21. Januar 1645; † 7. April 1699) und dessen Ehefrau die Freiin Anna Franziska Hocher von Hohenkraen (* 17. März 1652; † 22. November 1722), Tochter des Johann Paul Hocher, Freiherr von Hohenkraen.
Er ging schon in jungen Jahren in kaiserliche Dienste und nahm am Österreichischen Erbfolgekrieg teil. Er durfte als Oberst die Nachricht der Kapitulation der Franzosen in Linz nach Wien überbringen.
Er stieg am 1. Februar 1744 im Dragoner-Regiment zum Generalfeldwachtmeister auf und fiel 1745 bei Hohenfriedberg.
Kuefstein heiratete am 3. Februar 1722 die Gräfin Maria Antonia von Rottal (* Januar 1703; † 30. November 1761). Das Paar hatte mehrere Kinder:
- Maria Maximiliana Felizitas Johanna Nepomucena Walburga Josephina Christina (* 16. Juni 1724; † jung)
- Franziska Marianna Maximiliana Walburga (* 9. Oktober 1725; † jung)
- Johann Anton II. Maximilian Nepomuk Theophil (* 3. November 1727; † 8. Oktober 1757), Herr zu Litschau und Grünau, k. k. Kämmerer ⚭ 1753 Gräfin Maria Antonia von Fünfkirchen (* 1734; † 30. November 1761)
- Johann Leopold (* 20. Dezember 1728; † jung)